# Fußball-Weltmeisterschaft 1950/Gruppe 1
| Pl. | Land        | Sp. | S | U | N | Tore    | Diff. | Punkte |
| --- | ----------- | --- | - | - | - | ------- | ----- | ------ |
| 1.  | Brasilien   | 3   | 2 | 1 | 0 | 008:200 | +6    | 05:10  |
| 2.  | Jugoslawien | 3   | 2 | 0 | 1 | 007:300 | +4    | 04:20  |
| 3.  | Schweiz     | 3   | 1 | 1 | 1 | 004:600 | −2    | 03:30  |
| 4.  | Mexiko      | 3   | 0 | 0 | 3 | 002:100 | −8    | 0:60   |

Dieser Artikel behandelt die Gruppe 1 der Fußball-Weltmeisterschaft 1950. Der Gruppensieger Brasilien qualifizierte sich für die Finalrunde der WM.

## Brasilien – Mexiko 4:0 (1:0)
| Brasilien                                  | Brasilien | Mexiko | Mexiko |
| ------------------------------------------ | --- | --- | ------ |
| Brasilien                                  | \| 1. Spieltag \| \| 24. Juni 1950 in Rio de Janeiro (Maracanã) \| \| Zuschauer: 81.649 \| \| Schiedsrichter: George Reader ( England) \| \| Spielbericht \| | \| 1. Spieltag \| \| 24. Juni 1950 in Rio de Janeiro (Maracanã) \| \| Zuschauer: 81.649 \| \| Schiedsrichter: George Reader ( England) \| \| Spielbericht \|                                                             | Mexiko |
| Brasilien                                  | Barbosa – Augusto , Juvenal, Ely, Danilo, Bigode, Maneca, Ademir, Baltazar, Jair, Friaça Cheftrainer: Flávio Costa ( Brasilien)                              | Antonio Carbajal – Felipe Zetter, Alfonso Montemayor , Rodrigo Ruiz, Mario Ochoa, José Antonio Roca, Carlos Septién, Héctor Ortiz, Horacio Casarín, Mario Pérez, Guadalupe Velázquez Cheftrainer: Octavio Vial ( Mexiko) | Mexiko |
| Brasilien                                  | 1:0 Ademir (30.) 2:0 Jair (65.) 3:0 Baltazar (71.) 4:0 Ademir (79.)                                                                                          | | Mexiko |
| 1. Spieltag                                | | |        |
| 24. Juni 1950 in Rio de Janeiro (Maracanã) | | |        |
| Zuschauer: 81.649                          | | |        |
| Schiedsrichter: George Reader ( England)   | | |        |
| Spielbericht                               | | |        |

## Jugoslawien – Mexiko 4:1 (2:0)
| Jugoslawien                                            | Jugoslawien | Mexiko | Mexiko |
| ------------------------------------------------------ | --- | --- | ------ |
| Jugoslawien                                            | \| 2. Spieltag \| \| 28. Juni 1950 in Porto Alegre (Estádio dos Eucaliptos) \| \| Zuschauer: 11.078 \| \| Schiedsrichter: Reg Leafe ( England) \| \| Spielbericht \|                                                                    | \| 2. Spieltag \| \| 28. Juni 1950 in Porto Alegre (Estádio dos Eucaliptos) \| \| Zuschauer: 11.078 \| \| Schiedsrichter: Reg Leafe ( England) \| \| Spielbericht \|                                                      | Mexiko |
| Jugoslawien                                            | Srđan Mrkušić – Branko Stanković, Rajko Mitić, Kosta Tomašević, Zlatko Čajkovski, Stjepan Bobek, Ivica Horvat , Predrag Đajić, Miodrag Jovanović, Prvoslav Mihajlović, Željko Čajkovski Cheftrainer: Milorad Arsenijević ( Jugoslawien) | Antonio Carbajal – Carlos Septién, Horacio Casarín , Rodrigo Ruiz, José Antonio Roca, Héctor Ortiz, Gregorio Gómez, Manuel Gutiérrez, Mario Pérez, Samuel Cuburu, Guadalupe Velázquez Cheftrainer: Octavio Vial ( Mexiko) | Mexiko |
| Jugoslawien                                            | 1:0 Bobek (19.) 2:0 Ze. Cajkovski (22.) 3:0 Ze. Cajkovski (62.) 4:0 Tomasevic (81.) | 4:1 Ortiz (89., Elfm.) | Mexiko |
| 2. Spieltag                                            | | |        |
| 28. Juni 1950 in Porto Alegre (Estádio dos Eucaliptos) | | |        |
| Zuschauer: 11.078                                      | | |        |
| Schiedsrichter: Reg Leafe ( England)                   | | |        |
| Spielbericht                                           | | |        |

## Brasilien – Jugoslawien 2:0 (1:0)
| Brasilien                                 | Brasilien | Jugoslawien | Jugoslawien |
| ----------------------------------------- | --- | --- | ----------- |
| Brasilien                                 | \| 3. Spieltag \| \| 1. Juli 1950 in Rio de Janeiro (Maracanã) \| \| Zuschauer: 142.429 \| \| Schiedsrichter: Mervyn Griffiths ( Wales) \| \| Spielbericht \| | \| 3. Spieltag \| \| 1. Juli 1950 in Rio de Janeiro (Maracanã) \| \| Zuschauer: 142.429 \| \| Schiedsrichter: Mervyn Griffiths ( Wales) \| \| Spielbericht \|                                                                     | Jugoslawien |
| Brasilien                                 | Barbosa – Jair, Augusto , Maneca, Juvenal, Ademir, Bauer, Zizinho, Chico, Bigode, Danilo Cheftrainer: Flávio Costa ( Brasilien)                               | Srđan Mrkušić – Branko Stanković, Rajko Mitić, Kosta Tomašević, Zlatko Čajkovski, Stjepan Bobek, Ivica Horvat, Predrag Đajić, Miodrag Jovanović, Željko Čajkovski , Bernard Vukas Cheftrainer: Milorad Arsenijević ( Jugoslawien) | Jugoslawien |
| Brasilien                                 | 1:0 Ademir (4.) 2:0 Zizinho (69.) | | Jugoslawien |
| 3. Spieltag                               | | |             |
| 1. Juli 1950 in Rio de Janeiro (Maracanã) | | |             |
| Zuschauer: 142.429                        | | |             |
| Schiedsrichter: Mervyn Griffiths ( Wales) | | |             |
| Spielbericht                              | | |             |

## Schweiz – Mexiko 2:1 (2:0)
| Schweiz                                               | Schweiz | Mexiko | Mexiko |
| ----------------------------------------------------- | --- | --- | ------ |
| Schweiz                                               | \| 3. Spieltag \| \| 2. Juli 1950 in Porto Alegre (Estádio dos Eucaliptos) \| \| Zuschauer: 3.580 \| \| Schiedsrichter: Ivan Eklind ( Schweden) \| \| Spielbericht \|                                                 | \| 3. Spieltag \| \| 2. Juli 1950 in Porto Alegre (Estádio dos Eucaliptos) \| \| Zuschauer: 3.580 \| \| Schiedsrichter: Ivan Eklind ( Schweden) \| \| Spielbericht \|                                                      | Mexiko |
| Schweiz                                               | Adolphe Hug – André Neury, Olivier Eggimann, Gerhard Lusenti, Roger Quinche, Jean Tamini, Jacques Fatton, René Bader, Roger Bocquet , Hans-Peter Friedländer, Charles Antenen Cheftrainer: Franco Andreoli ( Schweiz) | Antonio Carbajal – Guadalupe Velázquez, Horacio Casarín , José Naranjo, José Antonio Roca, Mario Ochoa, Gregorio Gómez, Manuel Gutiérrez, Antonio Flores, Carlos Guevara, Héctor Ortiz Cheftrainer: Octavio Vial ( Mexiko) | Mexiko |
| Schweiz                                               | 1:0 Bader (10.) 2:0 Tamini (37.) | 2:1 Casarin (89.) | Mexiko |
| 3. Spieltag                                           | | |        |
| 2. Juli 1950 in Porto Alegre (Estádio dos Eucaliptos) | | |        |
| Zuschauer: 3.580                                      | | |        |
| Schiedsrichter: Ivan Eklind ( Schweden)               | | |        |
| Spielbericht                                          | | |        |